# Agrotis exsiccata
Agrotis exsiccata är en fjärilsart som beskrevs av Dyar 1921. Agrotis exsiccata ingår i släktet Agrotis och familjen nattflyn. Inga underarter finns listade i Catalogue of Life.